# Giuseppe Pecci (1807–1890)
Giuseppe Pecci, o Jovem (Carpineto Romano, 13 de dezembro de 1807 - Roma, 8 de fevereiro de 1890) foi um cardeal italiano, valente e afamado teólogo, defensor do tomismo. Foi o último cardeal-sobrinho a ser nomeado na história. Era irmão do Papa Leão XIII.

## Biografia
Nascido em Carpineto Romano, perto de Roma, Giuseppe era um dos sete filhos do Conde Lodovico Pecci e de sua esposa, a nobre Anna Prosperi Buzi. Em 1828, a questão de que actividade seguir coloca-se a Giuseppe e ao seu irmão Vincenzo: Giuseppe Pecci entra para os Jesuítas, e Vincenzo decide-se pelo clero secular. Giuseppe entra para o colégio jesuíta em Viterbo em 1818. Em 1825, aos 17 anos, é membro da Sociedade de Jesus.
Depois de o seu irmão ter feito carreira rápida na sede episcopal de Perugia, por vontade deste último, Giuseppe obteve a cátedra de teologia do seminário de Perugia, mantendo-o durante dez anos (1849-1859). Depois de a cidade ter sido conquistada pelas forças do Piemonte em 1860, Pio IX chamou-o a Roma e ofereceu-lhe uma nova cátedra de teologia, dando-lhe a honra de aderir à Pontifícia Comissão que teria começado a preparar o Concílio Vaticano Primeiro. Tido como teólogo especialista em São Tomás de Aquino, em 1870 voltou à cátedra em protesto contra a nova onda do Estado italiano, anticlerical, mas continuou a trabalhar na investigação teológica.
Em 1879, no Colégio dos Cardeais, o recém-eleito Papa Leão XIII perguntou se havia oposição à elevação do seu irmão Giuseppe ao cardinalato. Como não houve, Pecci foi criado cardeal-diácono de Sant'Agata dei Goti em 12 de maio desse ano, aos 72 anos, no primeiro consistório do seu irmão. Rejeitou a honra de ser na história o último da família de um papa a ser eleito cardeal.